# Sint-Jobkapel (Leuken)
De Sint-Jobkapel is een kapel in Leuken in de Nederlandse gemeente Weert. De kapel staat aan de Achterstestraat op de hoek met de Leukerschansstraat in het oosten van de plaats.
Op ongeveer 250 meter naar het zuidwesten staat de Sint-Matthiaskerk. Op ongeveer 100 meter naar het noorden lag de Leukerschans.
De kapel is gewijd aan de heilige Job.

## Geschiedenis
In de 17e eeuw zou er al een Sint-Jobkapel hebben gestaan.
Vooral van 1836 tot 1938 trok de cultus veel bezoekers.
In 1988 werd de kapel gesticht toen de schutterij St. Job 100 jaar bestond.

## Bouwwerk
De bakstenen kapel is opgetrokken op een rechthoekig plattegrond en wordt gedekt door een zadeldak met pannen. Op de nok van het dak staat een dakruiter. In de beide zijgevels bevinden zich drie rondboogvensters die voorzien zijn van een hardstenen omlijsting. De frontgevel is een puntgevel met verbrede aanzet en in de gevel de rondboogvormige toegang met hardstenen omlijsting die wordt afgesloten met een rechthoekige deur met erboven een timpaan met glas-in-lood.
Van binnen is de kapel uitgevoerd in baksteen onder een wit geschilderd houten schrootjesplafond. Tegen de achterwand is het altaar geplaatst met hierop een kruis en kandelaars. Boven het altaar zijn op de achterwand drie consoles aangebracht met daarop beelden, waarvan de middelste van de heilige Job.